# Hod po vatri
Hod po vatri je čin bosonogog hodanja po podlozi sačinjenoj od vrućeg žara ili kamenja. 
Diljem svijeta mnogi ljudi i kulture su prakticirali hodanje po vatri. Najraniji poznati podatak o izvođenju tog čina potječe iz željeznog doba Indije - oko 1200 godina pr. Kr. Često se koristi kao obred prolaza, kao test snage i hrabrosti pojedinca ili u religiji kao test vjere.
Suvremena fizika objasnila je fenomen, zaključivši da je vrijeme kada je stopalo u dodiru s podlogom nije dovoljno za izazivanje opeklina, u kombinaciji s činjenicom da žar nije dobar vodič topline.